# Woodanilling (ort)
Woodanilling är en ort i Australien. Den ligger i kommunen Woodanilling och delstaten Western Australia, omkring 230 kilometer sydost om delstatshuvudstaden Perth. Antalet invånare är 399.
Runt Woodanilling är det mycket glesbefolkat, med 3 invånare per kvadratkilometer.. Närmaste större samhälle är Katanning, omkring 18 kilometer sydost om Woodanilling.
Trakten runt Woodanilling består till största delen av jordbruksmark. Genomsnittlig årsnederbörd är 617 millimeter. Den regnigaste månaden är september, med i genomsnitt 113 mm nederbörd, och den torraste är februari, med 5 mm nederbörd.